# Robert Legato
Robert Legato (Ocean Township, 6 maggio 1956) è un effettista statunitense, vincitore di tre Premi Oscar ai migliori effetti speciali.

## Biografia
Dal 1987 al 1994 fu il supervisore agli effetti visivi per la serie TV Star Trek: The Next Generation, il suo nome appare nei titoli di coda nel 50% degli episodi.
Nel 1998 vinse l'Oscar ai migliori effetti speciali per Titanic insieme a Mark A. Lasoff, Thomas L. Fisher e Michael Kanfer, premio al quale fu candidato già nel 1996 per Apollo 13. Fu nuovamente premiato dall'Academy of Motion Picture Arts and Sciences 14 anni più tardi per Hugo Cabret (con Joss Williams, Ben Grossmann, e Alex Henning) e in seguito per Il libro della giungla nel 2017, assieme a Adam Valdez, Andrew R. Jones e Dan Lemmon.

## Filmografia

### Cinema
- Intervista col vampiro (Interview with the Vampire: The Vampire Chronicles), regia di Neil Jordan (1994)
- Apollo 13, regia di Ron Howard (1995)
- Titanic, regia di James Cameron (1997)
- Armageddon - Giudizio finale (Armageddon), regia di Michael Bay (1998)
- Le verità nascoste (What Lies Beneath), regia di Robert Zemeckis (2000)
- Cast Away, regia di Robert Zemeckis (2000)
- Harry Potter e la pietra filosofale (Harry Potter and the Philosopher's Stone), regia di Chris Columbus (2001)
- Bad Boys II, regia di Michael Bay (2003)
- The Aviator, regia di Martin Scorsese (2004)
- The Departed - Il bene e il male (The Departed), regia di Martin Scorsese (2006)
- The Good Shepherd - L'ombra del potere (The Good Shepherd), regia di Robert De Niro (2006)
- Il diario di una tata (The Nanny Diaries), regia di Shari Springer Berman e Robert Pulcini (2007)
- Shine a Light, regia di Martin Scorsese (2008)
- Standard Operating Procedure - La verità dell'orrore (Standard Operating Procedure), regia di Errol Morris (2008)
- Avatar, regia di James Cameron (2009)
- Shutter Island, regia di Martin Scorsese (2010)
- George Harrison: Living in the Material World, regia di Martin Scorsese (2011)
- Hugo Cabret (Hugo), regia di Martin Scorsese (2011)
- The Wolf of Wall Street, regia di Martin Scorsese (2013)
- Il libro della giungla (The Jungle Book), regia di Jon Favreau (2016)
- Il re leone (The Lion King), regia di Jon Favreau (2019)
- Ambulance, regia di Michael Bay (2022)
- Emancipation - Oltre la libertà (Emancipation), regia di Antoine Fuqua (2022)

### Televisione
- Ai confini della realtà (The Twilight Zone) - serie TV, episodio 2x04 (1986)
- Star Trek: The Next Generation - serie TV, 63 episodi (1987-1992)
- Star Trek: Deep Space Nine - serie TV, 19 episodi (1993)

### Regista

#### Cinema
- Mistero a Eloise (Eloise) (2016)

#### Televisione
- Star Trek: The Next Generation - serie TV, 2 episodi (1990-1991)
- Star Trek: Deep Space Nine - serie TV, episodio 1x15 (1993)
- Medal of Honor - serie TV, episodio 1x05 (2018)

## Riconoscimenti
Premio Oscar 
- 1996 - Candidatura ai migliori effetti speciali per Apollo 13
- 1998 - Migliori effetti speciali per Titanic
- 2012 - Migliori effetti speciali per Hugo Cabret
- 2017 - Migliori effetti speciali per Il libro della giungla
- 2020 - Candidatura ai migliori effetti speciali per Il re leone

 Premio Emmy 
- 1990 - Candidatura ai migliori effetti speciali per Star Trek: The Next Generation
- 1991 - Candidatura ai migliori effetti speciali per Star Trek: The Next Generation
- 1991 - Candidatura ai migliori effetti speciali per Star Trek: The Next Generation
- 1992 - Migliori effetti speciali per Star Trek: The Next Generation
- 1993 - Migliori effetti speciali per Star Trek: Deep Space Nine

 BAFTA 
- 1996 - Candidatura ai migliori effetti speciali per Apollo 13
- 1998 - Candidatura ai migliori effetti speciali per Titanic
- 2002 - Candidatura ai migliori effetti speciali per Harry Potter e la pietra filosofale
- 2005 - Candidatura ai migliori effetti speciali per The Aviator
- 2012 - Candidatura ai migliori effetti speciali per Hugo Cabret
- 2017 - Migliori effetti speciali per Il libro della giungla
- 2020 - Candidatura ai migliori effetti speciali per Il re leone

 Saturn Award 
- 2002 - Candidatura ai migliori effetti speciali per Harry Potter e la pietra filosofale
- 2017 - Candidatura ai migliori effetti speciali per Il libro della giungla
- 2021 - Candidatura ai migliori effetti speciali per Il re leone

 Satellite Award 
- 1998 - Candidatura ai migliori effetti speciali per Titanic
- 2002 - Candidatura ai migliori effetti speciali per Harry Potter e la pietra filosofale
- 2005 - Migliori effetti speciali per The Aviator
- 2011 - Migliori effetti speciali per Hugo Cabret
- 2017 - Migliori effetti speciali per Il libro della giungla
- 2018 - Nikola Tesla Award
- 2019 - Candidatura ai migliori effetti speciali per Il re leone